# Skadarlija

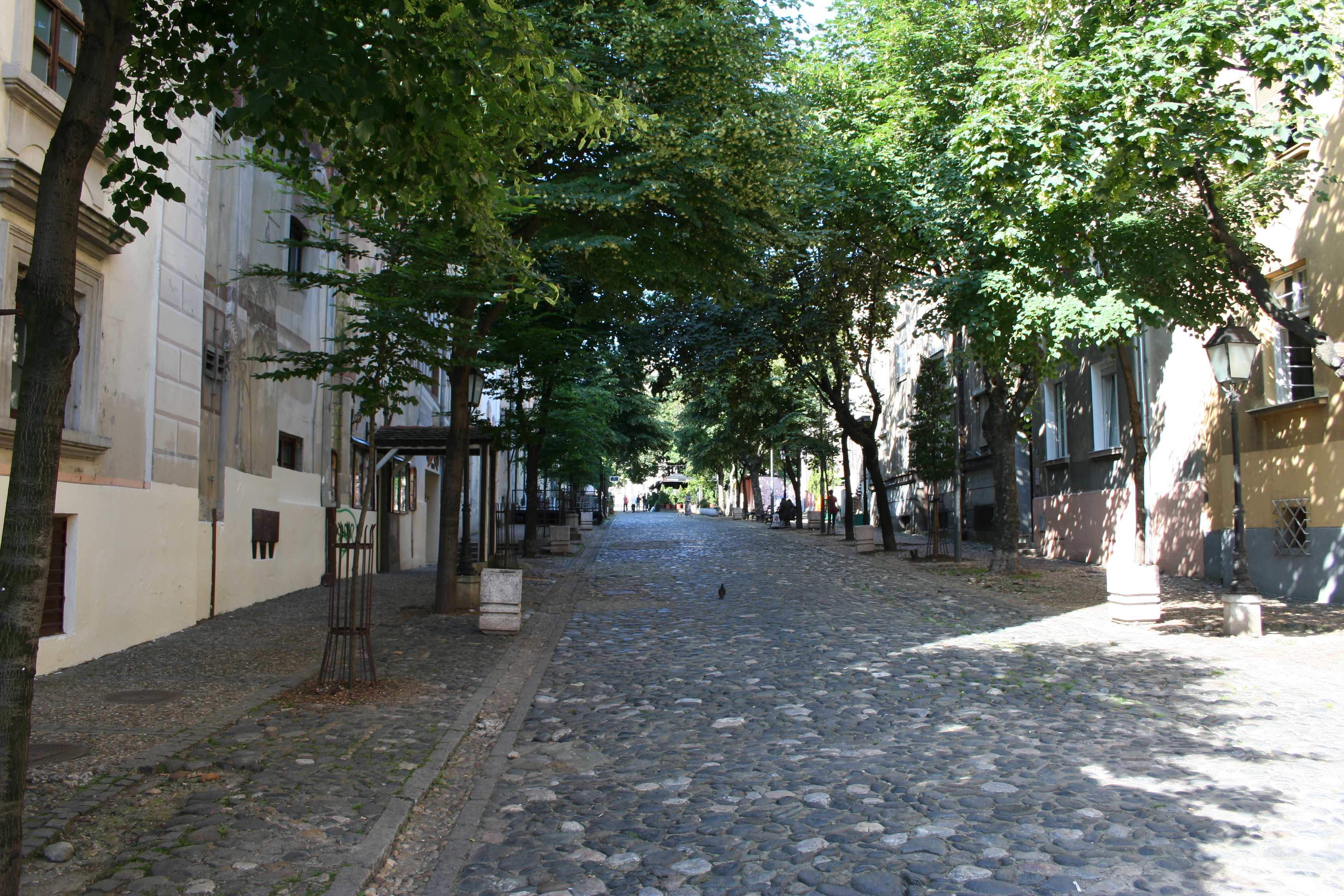
Del av Skadarlija

Skadarlija (Скадарлија) är ett område i Belgrad, Serbien. Det ligger i kommunen Stari Grad (Gamla stan), 300 meter från Terazije och anses vara Belgrads bohemiska kvarter, känt för sitt uteliv.
Skadarlija är en av Belgrads viktigaste turistattraktioner. Här finns berömda restauranger som serverar typiska nationalrätter och där det spelas autentisk livemusik, konstgallerior och antikaffärer. Området besöks dagligen av ca 20 000 personer.